# Warum es hunderttausend Sterne gibt

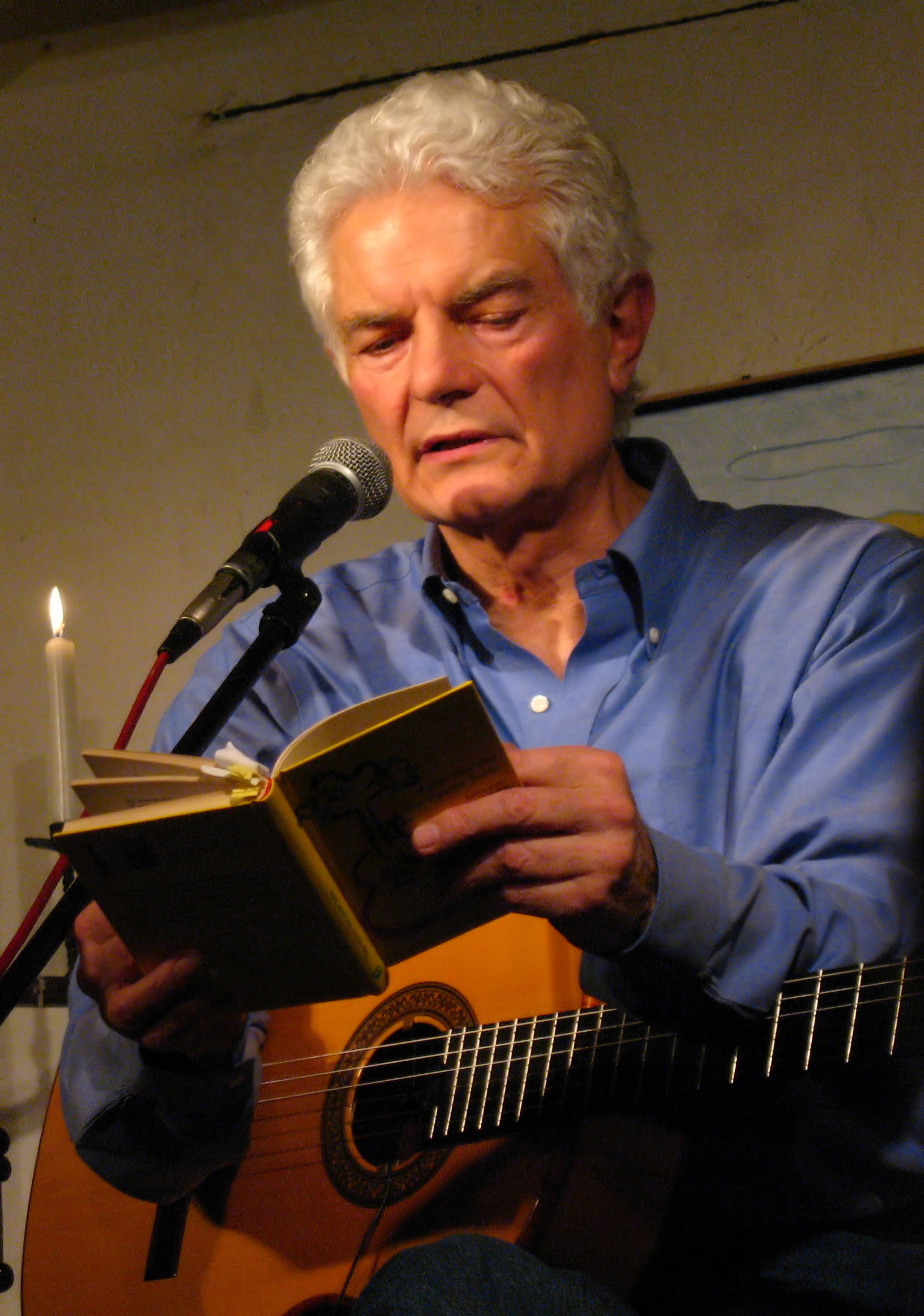
Peter Horton, intérprete de la canción, en 2008.

«Warum es hunderttausend Sterne gibt» —[vaˈʀuːm əs ˈhʊndɐtˌtaʊ̯zn̩t ˈʃtɛʁnə ɡiːpt]; a veces titulado «Warum es 100 000 Sterne gibt»; en español: «¿Por qué hay ciento mil estrellas?»— es una canción compuesta por Kurt Peche e interpretada en alemán por Peter Horton. Se lanzó como sencillo en abril de 1967 mediante Ariola. Fue elegida para representar a Austria en el Festival de la Canción de Eurovisión de 1967.

## Festival de la Canción de Eurovisión 1967
Esta canción fue la representación austriaca en el Festival de Eurovisión 1967. La orquesta fue dirigida por Johannes Fehring.
La canción fue interpretada 3ª en la noche del 8 de abril de 1967 por Peter Horton, precedida por Luxemburgo con Vicky Leandros interpretando «L'amour est bleu» y seguida por Francia con Noëlle Cordier interpretando «Il doit faire beau là-bas». Al final de las votaciones, la canción había recibido 2 puntos, quedando en 14º puesto de un total de 17.
Fue sucedida como representación austriaca en el Festival de 1968 por Karel Gott con «Tausend Fenster».

## Letra
En la canción, el intérprete describe y se pregunta algunos de los «misterios» del mundo (como por qué hay tantas estrellas, por qué hay tantas flores), y tras ello explica que, por eso, el sentido de la vida es aprovechar el momento.

## Formatos
| Alemania - Disco de vinilo 7" |                                       |          |  |
| N.º                           | Título                                | Duración |  |
| 1.                            | «Warum es hunderttausend Sterne gibt» |          |  |
| 2.                            | «Laß sie laufen»                      |          |  |

| Francia - EP |                                       |          |  |
| N.º          | Título                                | Duración |  |
| 1.           | «Warum es hunderttausend Sterne gibt» |          |  |
| 2.           | «Laß sie laufen»                      |          |  |
| 3.           | «Ich weiss nicht wie»                 |          |  |
| 4.           | «Nur im Traum»                        |          |  |

## Créditos
- Peter Horton: voz
- Kurt Peche: composición
- Karin Bognar: letra
- Ariola Records: compañía discográfica

Fuente:

## Historial de lanzamiento
| Región   | Fecha         | Formato                        | Discográfica   | Ref.   |
| -------- | ------------- | ------------------------------ | -------------- | ------ |
| Alemania | Abril de 1967 | Disco de vinilo 7", 45 RPM     | Ariola Records | [ 10 ] |
| Francia  | 1967          | Disco de vinilo 7", 45 RPM, EP | Disques Vogue  | [ 11 ] |